# Ronde van Frankrijk 2008/Tweede etappe
De tweede etappe van de Ronde van Frankrijk 2008 werd verreden op 6 juli 2008 over een afstand van 164,5 kilometer tussen Auray en Saint-Brieuc. De Spanjaard Alejandro Valverde startte deze etappe in het geel, na zijn winst in de eerste etappe.
Het is de eerste keer in de geschiedenis van de Ronde van Frankrijk dat Auray etappeplaats was. De finishplaats van de tweede etappe, Saint-Brieuc, was in 1995 de locatie voor de start van de 82e Tour de France.

## Verloop
Rond 12 uur werd aan de tweede etappe gestart met 179 renners. Mauricio Soler, die in de eerste etappe ten val kwam en zijn pols blesseerde, ging gewoon van start. Al in de eerste kilometer demarreerde Danny Pate en samen met negen andere renners vormde hij de eerste kopgroep. Bouygues Telecom, de ploeg van bolletjestruidrager Thomas Voeckler, zette de achtervolging in en de kopgroep werd vlak voor de eerste bergsprint bijgehaald. Voeckler sprintte tegen Sylvain Chavanel om de punten voor het bergklassement. Nadat Chavanel als eerste boven was gingen de twee renners samen verder. Deze kopgroep van twee Fransen haalde een maximum voorsprong van 6 minuten en 25 seconden. Bij de enige heuvel van de derde categorie in deze etappe, de Côte de Mûr-de-Bretagne hadden ze nog twee minuten voorsprong op het peloton. Vlak voor de top van de heuvel demarreerden de Fransen Christophe Moreau en David Le Lay, beiden van Agritubel.
Op 57 kilometer voor de finish kwamen Le Lay en Moreau bij de kopgroep en de nieuwe kopgroep bestond nu uit vier Fransen. Op dat moment hadden zij een voorsprong van 2 minuten en 55 seconden op het peloton. 27 kilometer voor de streep moest Mauricio Soler lossen uit het peloton. Drie kilometer voor het einde stond het peloton op het punt de koplopers in te halen toen Chavanel ontsnapte uit de kopgroep. Het peloton ging echter ook hem voorbij op anderhalve kilometer van de streep. Fabian Cancellara was de volgende die een aanval opzette maar een halve kilometer voor de finish kwam Thor Hushovd met zijn helper Mark Renshaw langszij. Voor Hushovd, die de overwinning pakte, was het de zesde Touretappe die hij op zijn naam zette. Soler komt als laatste over de streep op ruim zeven minuten achterstand.
Valverde, die twaalfde werd in deze etappe, behield de leiding in het algemeen klassement, Voeckler deed datzelfde in het bergklassement, Riccò in het jongerenklassement en Caisse d'Epargne in het ploegenklassement. De nieuwe leider in het puntenklassement was Kim Kirchen. Sylvain Chavanel werd beloond voor zijn aanvallende rijden met het rode rugnummer.

### Tussensprints
| Tussensprint Camors na 28,5 km |                  |        |
| Plaats                         | Naam             | Punten |
| Winnaar                        | Sylvain Chavanel | 6      |
| 2                              | Thomas Voeckler  | 4      |
| 3                              | Robert Hunter    | 2      |

| Tussensprint Pontivy na 74 km |                  |        |
| Plaats                        | Naam             | Punten |
| Winnaar                       | Sylvain Chavanel | 6      |
| 2                             | Thomas Voeckler  | 4      |
| 3                             | Philippe Gilbert | 2      |

| Tussensprint Corlay na 103 km |                  |        |
| Plaats                        | Naam             | Punten |
| Winnaar                       | Sylvain Chavanel | 6      |
| 2                             | Thomas Voeckler  | 4      |
| 3                             | David Le Lay     | 2      |

### Bergsprints
| Beklimming Côte de Bieuzy-Lanvaux na 23,5 km | Beklimming Côte de Bieuzy-Lanvaux na 23,5 km | Beklimming Côte de Bieuzy-Lanvaux na 23,5 km | 4e cat. 1,9 km à 4,1 % | 4e cat. 1,9 km à 4,1 % |
| Plaats                                       | Naam                                         | Naam                                         | Punten                 |                        |
| Winnaar                                      | Sylvain Chavanel                             | Sylvain Chavanel                             | 3                      |                        |
| 2                                            | Thomas Voeckler                              | Thomas Voeckler                              | 2                      |                        |
| 3                                            | Björn Schröder                               | Björn Schröder                               | 1                      |                        |

| Beklimming Côte de Kergroix na 43 km | Beklimming Côte de Kergroix na 43 km | Beklimming Côte de Kergroix na 43 km | 4e cat. 3 km à 4 % | 4e cat. 3 km à 4 % |
| Plaats                               | Naam                                 | Naam                                 | Punten             |                    |
| Winnaar                              | Thomas Voeckler                      | Thomas Voeckler                      | 3                  |                    |
| 2                                    | Sylvain Chavanel                     | Sylvain Chavanel                     | 2                  |                    |
| 3                                    | David Arroyo                         | David Arroyo                         | 1                  |                    |

| Beklimming Côte de Mûr-de-Bretagne na 92 km | Beklimming Côte de Mûr-de-Bretagne na 92 km | Beklimming Côte de Mûr-de-Bretagne na 92 km | 3e cat. 1,5 km à 8,7 % | 3e cat. 1,5 km à 8,7 % |
| Plaats                                      | Naam                                        | Naam                                        | Punten                 |                        |
| Winnaar                                     | Sylvain Chavanel                            | Sylvain Chavanel                            | 4                      |                        |
| 2                                           | Thomas Voeckler                             | Thomas Voeckler                             | 3                      |                        |
| 3                                           | Christophe Moreau                           | Christophe Moreau                           | 2                      |                        |
| 4                                           | David Le Lay                                | David Le Lay                                | 1                      |                        |

| Beklimming Côte de Saint-Mayeux na 96 km | Beklimming Côte de Saint-Mayeux na 96 km | Beklimming Côte de Saint-Mayeux na 96 km | 4e cat. 1,3 km à 5,5 % | 4e cat. 1,3 km à 5,5 % |
| Plaats                                   | Naam                                     | Naam                                     | Punten                 |                        |
| Winnaar                                  | Thomas Voeckler                          | Thomas Voeckler                          | 3                      |                        |
| 2                                        | Sylvain Chavanel                         | Sylvain Chavanel                         | 2                      |                        |
| 3                                        | Christophe Moreau                        | Christophe Moreau                        | 1                      |                        |

## Uitslag
| rang | renner         | land        | ploeg            | tijd       |
| ---- | -------------- | ----------- | ---------------- | ---------- |
| 1    | Thor Hushovd   | Noorwegen   | Crédit Agricole  | 3u 45' 13" |
| 2    | Kim Kirchen    | Luxemburg   | Team Columbia    | z.t.       |
| 3    | Gerald Ciolek  | Duitsland   | Team Columbia    | z.t.       |
| 4    | Robert Hunter  | Zuid-Afrika | Barloworld       | z.t.       |
| 5    | Erik Zabel     | Duitsland   | Team Milram      | z.t.       |
| 6    | Joeri Trofimov | Rusland     | Bouygues Télécom | z.t.       |
| 7    | Óscar Freire   | Spanje      | Rabobank         | z.t.       |
| 8    | Jimmy Casper   | Frankrijk   | Agritubel        | z.t.       |
| 9    | Martin Elmiger | Zwitserland | AG2R             | z.t.       |
| 10   | Leonardo Duque | Colombia    | Cofidis          | z.t.       |

## Strijdlustigste renner
| renner           | land      | ploeg                            |
| ---------------- | --------- | -------------------------------- |
| Sylvain Chavanel | Frankrijk | Cofidis, Le Crédit par Téléphone |

## Algemeen klassement
| rang | renner             | land                | ploeg                  | tijd       |
| ---- | ------------------ | ------------------- | ---------------------- | ---------- |
|      | Alejandro Valverde | Spanje              | Caisse d'Epargne       | 8u 21' 20" |
| 2    | Kim Kirchen        | Luxemburg           | Team Columbia          | op 1"      |
| 3    | Óscar Freire       | Spanje              | Rabobank               | z.t.       |
| 4    | Juan José Cobo     | Spanje              | Saunier Duval          | z.t.       |
| 5    | Cadel Evans        | Australië           | Silence-Lotto          | z.t.       |
| 6    | Jérôme Pineau      | Frankrijk           | Bouygues Télécom       | z.t.       |
| 7    | David Millar       | Verenigd Koninkrijk | Team Garmin - Chipotle | z.t.       |
| 8    | Riccardo Riccò     | Italië              | Saunier Duval          | z.t.       |
| 9    | Fränk Schleck      | Luxemburg           | Team CSC               | z.t.       |
| 10   | Filippo Pozzato    | Italië              | Liquigas               | z.t.       |

## Nevenklassementen

### Puntenklassement
| rang | renner             | land      | ploeg            | punten |
| ---- | ------------------ | --------- | ---------------- | ------ |
|      | Kim Kirchen        | Luxemburg | Team Columbia    | 54     |
| 2    | Alejandro Valverde | Spanje    | Caisse d'Epargne | 49     |
| 3    | Thor Hushovd       | Noorwegen | Crédit Agricole  | 46     |

### Bergklassement
| rang | renner           | land      | ploeg                            | punten |
| ---- | ---------------- | --------- | -------------------------------- | ------ |
|      | Thomas Voeckler  | Frankrijk | Bouygues Télécom                 | 19     |
| 2    | Sylvain Chavanel | Frankrijk | Cofidis, Le Crédit par Téléphone | 11     |
| 3    | Björn Schröder   | Duitsland | Team Milram                      | 9      |

### Jongerenklassement
| rang | renner         | land      | ploeg               | tijd       |
| ---- | -------------- | --------- | ------------------- | ---------- |
|      | Riccardo Riccò | Italië    | Saunier Duval-Scott | 8u 21' 21" |
| 2    | Andy Schleck   | Luxemburg | Team CSC-Saxo Bank  | op 6"      |
| 3    | Joeri Trofimov | Rusland   | Bouygues Télécom    | z.t.       |

### Ploegenklassement
| rang | Ploeg              | land             | tijd        |
| ---- | ------------------ | ---------------- | ----------- |
|      | Caisse d'Epargne   | Spanje           | 25u 04' 08" |
| 2    | Team Columbia      | Verenigde Staten | op 7"       |
| 3    | Team CSC-Saxo Bank | Denemarken       | z.t.        |